# Старорусський район
Староруський район (рос. Старорусский район) — муніципальне утворення у складі Новгородської області Росії. Адміністративний центр знаходиться в місті Стара Русса.

## Географія
Площа — 3111,36 км².
Основні річки — Полість, Порусья, Тулебля, Псижа, Перехода, Снєжа, Редья.
На південному заході межує з Поддорським районом, на заході — з Волотовським районом, на сході з Парфінським районом, на північному заході з Шимським районом, на південному сході з Дем'янським та Марьовським районами.

### Охорона природи
У 2000-х роках на території колишнього мисливського заказника, з метою збереження і відтворення чисельності окремих видів диких тварин та середовища їх проживання, на площі 14,9 тис. га було створено Старорусський державний біологічний природний заказник під контролем Комітету мисливського і рибного господарства Новгородської області. 2008 року Новгородською обласною думою з нього було знято охоронний статус.
На території Старорусського району створено 7 пам'яток природи загальною площею 0,4 тис. га, з яких 5 комплексного, 4 ландшафтного, 2 геологічного, 1 геоморфологічного, 1 гідрологічна, 1 ботанічного і 1 зоологічного профілю.
| № | Назва                                                  | Тип                                           | Площа (га) | Розташування                                                 | Створення                                         | Дата                 | Характеристика | Фото |
| - | ------------------------------------------------------ | --------------------------------------------- | ---------- | ------------------------------------------------------------ | ------------------------------------------------- | -------------------- | --- | ---- |
| 1 | Долина Псижі                                           | геологічна (палеонтологічна), гідрологічна    | 80         | Наговське сільське поселення                                 | Постанова Адміністрації НО № 387                  | 10 грудня 2001 року  | Відслонення верхнього девону в долині річки Псижа. Стратотип «березьких шарів» виділено з опорних відслонень вапняків поблизу села Буреги. Велика кількість мінеральних джерел. |      |
| 2 | Діброва уздовж західної сторони річок Крекша і Тулебля | комплексна, ландшафтна                        | 170        | Наговське сільське поселення                                 | Рішення Виконкому новгородської облради № 141     | 29 квітня 1988 року  | Рослинність приільменських заплавних дібров з характерною трав'янистою рослинністю. Рідкісні червонокнижні види рослин (фіалка багнова). |      |
| 3 | Подолжинська діброва                                   | комплексна, ландшафтна                        | 10         | Залученське сільське поселення                               | Постанова Адміністрації НО № 387                  | 10 грудня 2001 року  | Дубові насадження, рідкісні види рослин. |      |
| 4 | Ільменський глинт                                      | комплексна, ландшафтна, геологічна, ботанічна | 46,1       | Наговське сільське поселення                                 | Роспорядження виконкому ради депутатів НО № 613-р | 23 вересня 1977 року | Уступ (кліф) до 11 заввишки з відслоненнями теригенно-карбонатного комплексу франського ярусу верхнього девону (D3fr), стратотипи «ільменських» і «бурезьких шарів». Знахідки викопних решток фауни пізнього девону. Куестовий ландшафт. Унікальні біоценози прибережних озерних лук на карбонатних ґрунтах. Рідкісні червонокнижні види тварин і рослин. |      |
| 5 | Куличині луки                                          | зоологічна                                    | ~          | Наговське сільське поселення                                 | Постанова Адміністрації НО № 387                  | 10 грудня 2001 року  | Локальні популяції рідкісних видів і підвидів тварин. |      |
| 6 | Ландшафтний парк «Дубрава»                             | комплексна, ландшафтна                        | 30         | Новосельське сільське поселення, поблизу присілка Подцепоччя | Постанова Адміністрації НО № 387                  | 10 грудня 2001 року  | Дубові насадження, рідкісні види рослин. |      |
| 7 | Відторженець «Кривець» на річці Полість                | геологічна, комплексна, геоморфологічна       | 75         | Івановське сільське поселення                                | Постанова Адміністрації НО № 387                  | 10 грудня 2001 року  | Своєрідна форма денудації корінного берега (відторженець) річки Полість. |      |

## Муніципально-територіальний устрій
У складі муніципального району 1 міське і 7 сільських поселеннь, які об'єднують 290 населених пунктів, що перебувають на обліку (разом із залишеними).
| Муніципальне утворення            | Адмінцентр           | Кількість населених пунктів | Населення (осіб, 2017 рік) | Площа (км²) | Карта                                                                           |
| --------------------------------- | -------------------- | --------------------------- | -------------------------- | ----------- | ------------------------------------------------------------------------------- |
| місто Стара Русса                 | місто Стара Русса    | 3                           | 28 401▼                    | 34,87       | Стара Русса Велике Село Взвад Залуччя Іванівське Медніково Нагово Новосельський |
| Великосельське сільське поселення | село Велике Село     | 78                          | 2572▼                      | 502,78      | Стара Русса Велике Село Взвад Залуччя Іванівське Медніково Нагово Новосельський |
| Взвадське сільське поселення      | село Взвад           | 6                           | 618▼                       | 163,34      | Стара Русса Велике Село Взвад Залуччя Іванівське Медніково Нагово Новосельський |
| Залуцьке сільське поселення       | село Залуччя         | 44                          | 1590▼                      | 1068,98     | Стара Русса Велике Село Взвад Залуччя Іванівське Медніково Нагово Новосельський |
| Іванівське сільське поселення     | село Іванівське      | 35                          | 977▼                       | 181,64      | Стара Русса Велике Село Взвад Залуччя Іванівське Медніково Нагово Новосельський |
| Медніківське сільське поселення   | село Медніково       | 18                          | 2006▼                      | 290,24      | Стара Русса Велике Село Взвад Залуччя Іванівське Медніково Нагово Новосельський |
| Нагівське сільське поселення      | село Нагово          | 66                          | 3719▼                      | 507,23      | Стара Русса Велике Село Взвад Залуччя Іванівське Медніково Нагово Новосельський |
| Новосельське сільське поселення   | селище Новосельський | 40                          | ▼1906▼                     | 362,28      | Стара Русса Велике Село Взвад Залуччя Іванівське Медніково Нагово Новосельський |

Законом Новгородської області № 725-ОЗ від 30 березня 2010 року, який набрав чинності 12 квітня 2010 року, були об'єднані:
- Астриловське, Великоборське, Великосельське, Сусоловське і Тулебельське сільські поселення в єдине Залуцьке сільське поселення з адміністративним центром в селі Велике Село;
- Залуцьке, Коровитчинське і Пінаєвогорське сільські поселення в єдине Залуцьке сільське поселення з адміністративним центром в селі Залуччя;
- Святогоршське і Утушкинське сільські поселення в єдине Іванівське сільське поселення з адміністративним центром в селі Іванівське;
- Давидовське і Медніківське сільські поселення в єдине Медніківське сільське поселення з адміністративним центром в селі Медніково;
- Великовороновське, Борисовське, Берузьке, Луньшинське і Наговське сільські поселення в єдине Наговське сільське поселення з адміністративним центром в селі Нагово;
- Новосельське і Пробужденське сільські поселення в єдине Новосельське сільське поселення з адміністративним центром в селищі Новосельський.

## Економіка

### Гірництво
На території району ведеться відкрита розробка корисних копалин підприємствами: ВАТ «Старорусская сельхозхимия», ТОВ «Леда», ГОУП «Вече». Розробка ведеться відкритим способом на таких родовищах і в кар'єрах:
- Піщано-гравійний матеріал (ПГМ, ПГС): Пустошка й Анутка (поблизу села Велике Засово).
- Вапняк (включно з облицювальним) і карбонати: Ільменське (поблизу села Бурегі), Солобсько-1 (поблизу села Солобсько)[10].

### Промисловість
Головні системоутворюючі підприємства Старорусського району:
- АТ «123 АРЗ» — Староусський авіаремонтний завод.